# Trichotithonus tavakiliani
Trichotithonus tavakiliani là một loài bọ cánh cứng trong họ Cerambycidae.